# بارتون وليامز
بارتون وليامز (بالإنجليزية: Barton Williams)‏ هو منافس ألعاب قوى أمريكي، ولد في 20 سبتمبر 1956.